# Korsholms kommunvapen
Korsholms kommunvapen består av ett rött fält med ett genomgående kors bestående av tre lodräta kavlar och två vågräta kavlar. Korsningen omfattas av en ring som tillsammans med kavlarna bildar ett guldigt flätverk.

Korsholms Kommunvapen

Vapnet fastställdes av ministeriet för inrikesärenden den 20 januari 1975. De fem kavlarna representerar kommunerna Korsholm, Kvevlax, Replot, Björköby och Solf som gick ihop för att bilda kommunen Korsholm.